# Eugraphe decussa
Eugraphe decussa är en fjärilsart som beskrevs av Otto Staudinger 1896. Eugraphe decussa ingår i släktet Eugraphe och familjen nattflyn. Inga underarter finns listade i Catalogue of Life.